# Mopsella textiformis
Mopsella textiformis är en korallart som först beskrevs av Jean-Baptiste Lamarck 1815.  Mopsella textiformis ingår i släktet Mopsella och familjen Melithaeidae. Inga underarter finns listade i Catalogue of Life.